# ARA Santa Cruz (1982)
ARA Santa Cruz (S-41) – argentyński okręt podwodny z lat 80. XX wieku, jedna z dwóch zakupionych przez Argentynę niemieckich jednostek typu TR1700. Okręt zbudowano w stoczni Nordseewerke w Emden, gdzie został zwodowany 28 września 1982 roku. Jednostkę przyjęto do służby w Armada de la República Argentina 14 grudnia 1984 roku. Okręt nadal znajduje się w służbie (stan na 2019 rok).

## Projekt i budowa
ARA „Santa Cruz” należy do niemieckiego eksportowego typu TR1700, zaprojektowanego w biurze konstrukcyjnym stoczni Nordseewerke, konkurencyjnym w stosunku do należącego do Howaldtswerke-Deutsche Werft biura Ingenieurkontor Lübeck. Okręty te, znacznie większe od jednostek typu 209, charakteryzują się dużym zasięgiem umożliwiającym prowadzenie operacji morskich na otwartych wodach południowego Atlantyku i Pacyfiku. Z planowanych sześciu jednostek, z których pierwsze dwie zbudowano w Niemczech, pozostałe cztery miały powstać w argentyńskiej stoczni Astilleros Domecq García w Buenos Aires, jednak żadnej z nich nie ukończono.
„Santa Cruz” został zamówiony przez rząd Argentyny 30 listopada 1977 roku i zbudowany w stoczni Nordseewerke w Emden (numer budowy 463) . Stępkę okrętu położono 6 grudnia 1980 roku, a zwodowany został 28 września 1982 roku.

## Dane taktyczno–techniczne
„Santa Cruz” jest dużym okrętem podwodnym konstrukcji jednokadłubowej o długości całkowitej 65,9 metra, szerokości 7,3 metra (8,36 metra nad statecznikami) i zanurzeniu 6,5 metra . Kadłub ma długość 47,44 metra i średnicę 7,3 metra. Wyporność w położeniu nawodnym wynosi 2080 ton (bez zbiorników balastowych), a w zanurzeniu 2280 ton. Okręt napędzany jest na powierzchni i w zanurzeniu przez trakcyjny silnik elektryczny prądu stałego Siemens 1H4525 o mocy 6600 kW (8980 KM) przy 200 obr./min , zasilany z ośmiu baterii akumulatorów po 120 ogniw o łącznej pojemności 11 900 Ah (w ciągu czasu rozładowania wynoszącego 10 godzin), ładowanych przez generatory o mocy po 1100 kW, poruszane czterema czterosuwowymi, 16-cylindrowymi silnikami wysokoprężnymi MTU 16V 652 MB80 o łącznej mocy 4940 kW (6720 KM) . Jednowałowy i jednośrubowy układ napędowy pozwala osiągnąć prędkość 15 węzłów na powierzchni i 25 węzłów w zanurzeniu (na chrapach 13 węzłów). Zasięg wynosi 12 000 Mm przy prędkości 8 węzłów na chrapach i 460 Mm przy prędkości 4 węzłów w zanurzeniu (lub 20 Mm przy prędkości maksymalnej). Zbiorniki mieszczą maksymalnie 314 ton paliwa. Dopuszczalna głębokość zanurzenia wynosi 270 metrów, zaś autonomiczność 30 dób.
„Santa Cruz” wyposażony jest w sześć dziobowych wyrzutni torped kalibru 533 mm, z łącznym zapasem 22 torped (lub 34 min). Jednostka może przenosić torpedy typu SST-4 lub Mark 37. Na okręcie zainstalowany jest automat do ładowania torped, zdolny w czasie 50 sekund przeładować wyrzutnie. Wyposażenie radioelektroniczne obejmuje radar nawigacyjny Thomson-CSF Calypso IV, telefon podwodny, system kierowania ogniem (przelicznik torpedowy) H.S.A. Sinbads, sonar STN Atlas CSU-3/4, bierne urządzenie pomiaru odległości Thomson Sintra DUUX-5 oraz bojowy system przeciwdziałania elektronicznego (ECM) Sea Sentry III. Prócz tego okręt ma dwa peryskopy, dwie tratwy ratunkowe, ponton i kotwicę.
Załoga okrętu składa się z 8 oficerów oraz 21 podoficerów i marynarzy (na okręcie znajduje się 12 rezerwowych koi dla maksymalnie 30 żołnierzy sił specjalnych).

## Służba
18 października 1984 roku dokonano odbioru technicznego okrętu, po którym udał się w rejs do kraju, przebywając 6900 Mm w zanurzeniu. 14 grudnia 1984 roku jednostkę pod nazwą ARA „Santa Cruz” przyjęto do służby w Armada de la República Argentina. Początkowo okręt otrzymał numer taktyczny S-33, zmieniony następnie na S-41.
W latach 1999–2001 „Santa Cruz” przeszedł kapitalny remont w brazylijskiej stoczni Arsenal de Marinha do Rio de Janeiro w Rio de Janeiro, obejmującą m.in. wymianę silników, baterii akumulatorów i wyposażenia elektronicznego. Kolejny remont kapitalny został przeprowadzony w latach 2005–2007 w krajowej stoczni Astilleros Domecq García w Buenos Aires, podczas którego m.in. wymieniono silniki, akumulatory, peryskopy i chrapy. W 2009 roku okręt bazował w Mar del Plata.
Jednostka nadal znajduje się w składzie argentyńskiej floty (stan na 2019 rok) .